# Giacomo Antonio della Torre
Giacomo Antonio della Torre (a volte Jacopo Antonio dalla Torre; inizi XV secolo – 1486) è stato un vescovo cattolico italiano.
Fu vescovo di Reggio Emilia (1439-1444), di Modena (1444-1463), di Parma (1463-1476) e di Cremona (1476-1486). Fu anche stretto consigliere e diplomatico del duca Francesco Sforza.

## Biografia
Giacomo Antonio della Torre nacque nei primi anni del XV secolo. Le notizie sulla sua vita sono incerte fino al 1439, anno in cui venne eletto vescovo di Reggio Emilia. Allo stesso modo sono parziali le informazioni riguardo al suo ramo familiare di origine: per lo storico Pompeo Litta Biumi, Della Torre sarebbe nato in Friuli forse a Castelluto, dove era presente un ramo famigliare dei Torriani, da Giacomo dei Torriani di Valsassina e Dorotea Trivulzio. Lodovico Vedriani invece, lo fa discendere dai Torriani di Milano, attraverso il casato dei Torri di Modena.
Già sacerdote e cavaliere gerosolomitano, nel 1439 fu eletto vescovo di Reggio Emilia da papa Eugenio IV. Fu consacrato a Reggio Emilia dal vescovo di Lodi Antonio Bernieri, da Delfino della Pergola, vescovo di Parma, e da Pier Simone Brunetti, vescovo ausiliare di Parma.
Nel 1444 venne nominato vescovo di Modena, dove legò politicamente con gli Estensi di Ferrara, per i quali svolse alcune missioni diplomatiche, trascurando continuamente l'amministrazione della diocesi modenese. A Ferrara, Giacomo Antonio della Torre acquistò il palazzo Schifanoia.
Nel 1457, passò alle dirette dipendenze del duca Francesco Sforza; il duca affidò importanti incarichi diplomatici e politici. Lo Sforza nel 1463 ottenne per lui, dopo aver deposto il precedente vescovo Delfino della Pergola, la sede episcopale di Parma, dove però non risiederà affidando la cura della diocesi al vicario Ludovico Avinastri da Cremona. La sua residenza venne posta a Milano, da dove si assentò frequentemente per svolgere missioni diplomatiche per gli Sforza, tanto da non poter partecipare al sinodo diocesano indetto da lui a Parma nel 1466. La permanenza del Della Torre al seggio di Parma fu contrassegnata, come già era stato per il suo predecessore Delfino da Pergola, dalle dispute con il clero della diocesi: nel 1470 la chiesa del borgo rinnovò al papa la richiesta, già avanzata al tempo di Delfino, di essere sottratta alla soggezione al vescovo di Parma, mentre dal 1469 era in corso una disputa con il clero parmense, che si rifiutava di versargli la somma di denaro richiesta per la dimora alla corte di Milano, perché ritenuta eccessiva.
Il 15 gennaio 1476 venne trasferito alla sede di Cremona, e nello stesso tempo venne nominato vicario generale nella diocesi di Parma. Anche in questo caso, Della Torre non risiedette quasi mai nella nuova diocesi, essendo principalmente impegnato in missioni politiche e diplomatiche per il duca. Di conseguenza la sua attività ecclesiastica nella diocesi fu molto scarsa. Le sue mansioni episcopali si concentrarono perlopiù nel restauro delle chiese cremonesi, nella regolarizzazione delle feste religiose locali e del clero, nella conferma e investitura di terre e benefici. Degna di nota è la sua decisione riguardo a una controversia legata alla preminenza dell'arciprete o dell'arcidiacono sul Capitolo Cattedrale; il 14 gennaio 1475 Della Torre promulgò nuovi statuti capitolari in cui si dichiarò la preminenza dell’arciprete. Inoltre, la sua opera di promozione della riforma del clero regolare lo portò a erigere o riformare varie chiese nella diocesi cremonese.
Morirà a Cremona nel luglio del 1486 e verrà sepolto a Milano nella chiesa di Santa Maria delle Grazie, dove il fratello Giovanni Francesco promuoverà l'erezione di un monumento sepolcrale.

## Genealogia episcopale
La genealogia episcopale è
- Vescovo Antonio Bernieri
- Vescovo Giacomo Antonio della Torre